# Stychejka pierzasta
Stychejka pierzasta, piórkosz (Chirolophis ascanii) – gatunek ryby z rodziny stychejkowatych (Stichaeidae)

## Występowanie
Północny Atlantyk od zachodnich wybrzeży Irlandii, Norwegii i północnych brzegów Wielkiej Brytanii do południowych rejonów Morza Północnego, La Manche oraz Skagerrak, Kattegat i Ersund. Występuje również u wybrzeży Kanady.
Ryba żyjąca na dnie u skalistych wybrzeży w obszarach porośniętych trawą morską lub glonorostami, najczęściej na głębokości od 10 – 20 m, maksymalnie do głębokości 175 m.

## Opis
Dorasta maksymalnie do 25 cm, zazwyczaj jednak nie przekracza 15 cm. Ciało wydłużone o okrągłym przekroju. Głowa stosunkowo wysoka, spiczasta, pysk zaokrąglony. Nad oczami dwie pary rozgałęzionych drzewkowato czułków, na tylnej krawędzi otworu nosowego jeden mały czułek. Ciało pokryte bardzo drobną łuską, głowa bezłuska. Długa płetwa grzbietowa wsparta 50–65 twardymi promieniami, sięgająca od głowy do płetwy ogonowej. Płetwa odbytowa długa, podparta 1 twardym promieniem i 35–40 promieniami miękkimi. Płetwa brzuszna mała podparta 4 miękkimi promieniami.  Płetwa ogonowa zaokrąglona.
Ubarwienie żółtawo- lub zielonkawobrązowe z szerokimi brunatnymi rozmytymi pasami poprzecznymi. Oczy otoczone ciemną obwódka.

## Odżywianie
Odżywia się drobnymi zwierzętami dennymi.

## Rozród
Tarło odbywa się od października do listopada, ikra składana jest w małych grudkach wśród kamieni i skorup małż. W okresie inkubacji ikra strzeżona jest przez samca. Po wylęgu larwy żyją w otwartej toni wodnej, po dojściu do stanu dorosłego przechodzą do dennego trybu życia.